# مرآة رئيسة

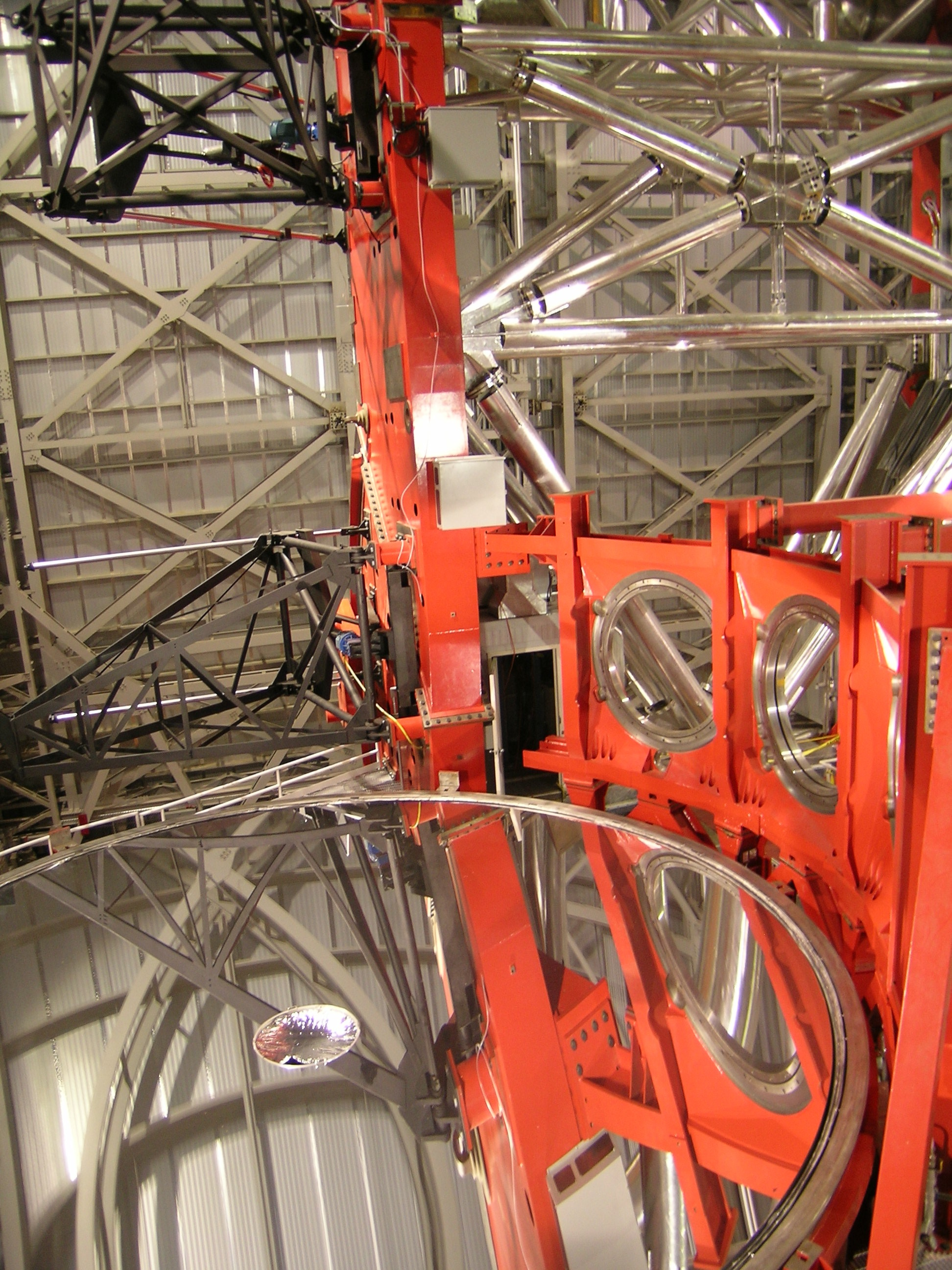
أكبر مرآة مصمتة رئيسة في العالم في عام 2009 وهي واحدة من مرآتين في مرصد المجهر الكبير بالولايات المتحدة الأميريكية.

المرآة الرئيسة أو المرآة الأساسية هي أساسًا السطح المخصص لتجميع الضوء في المقاريب العاكسة.

## أوصافها
.

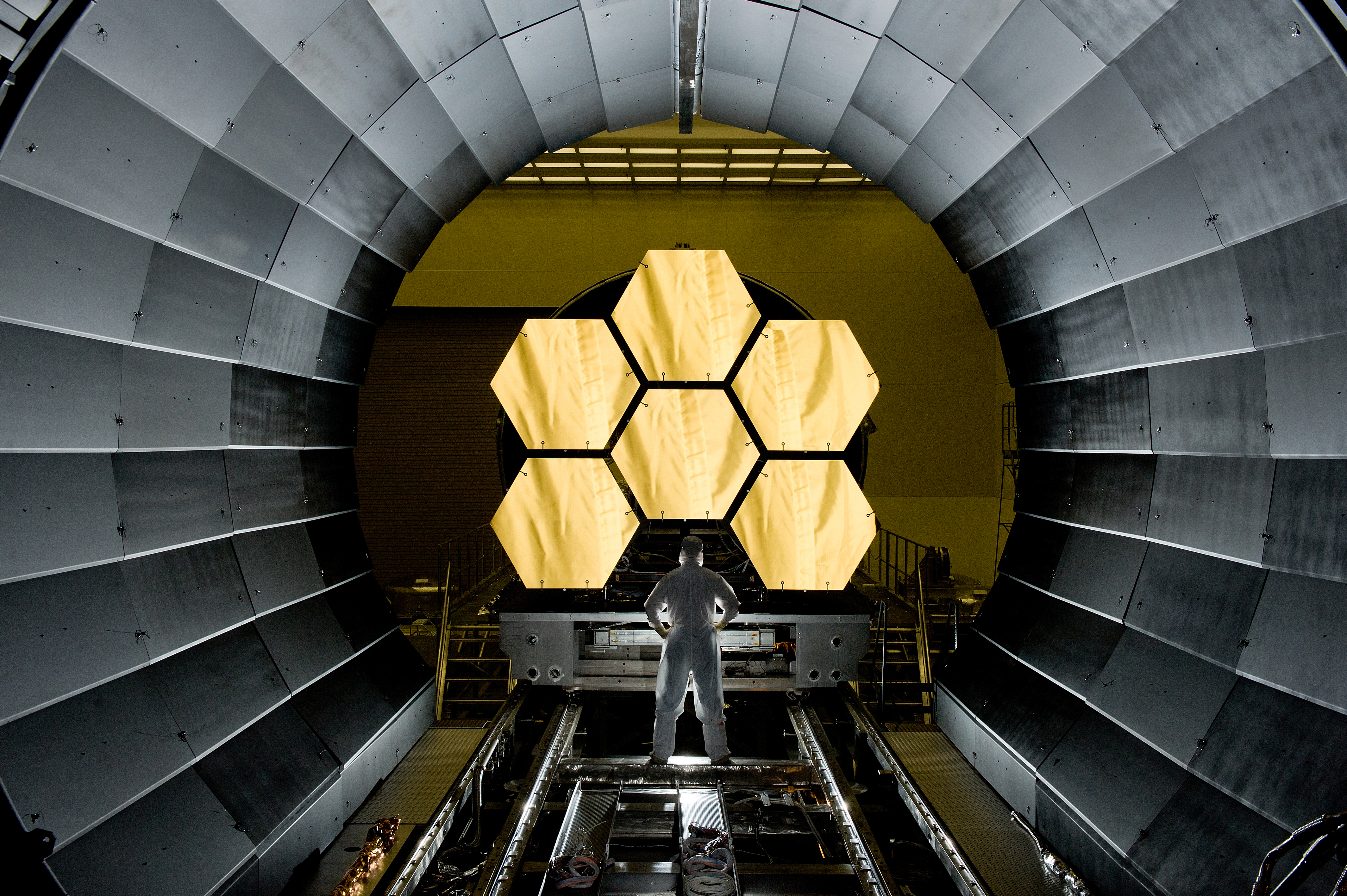
ستة من المرايا الرئيسة للمقراب الفضائي جيمس ويب، أثناء عمليات اختبار القبول.

المرآة الرئيسة للمقرابات العاكسة هي مرآة منحنية أو عاكس مكافئ تكون على شكل قرص مشحوذ من المعدن العاكس (سبيكة معدن عاكسة منذ منتصف القرن التاسع عشر)، أو في المقرابات اللاحقة يستخدم الزجاج أو أي معدن آخر يغلف بطبقة عاكسة.
أحد اوائل المقرابات العاكسة هو معاكس نيوتن في عام 1668 ومزوداً بمرآة معدنية مصقولة ذات قطر 3.3سنتم، التغيير الرئيس التالي كان باستخدام الفضة على الزجاج بدلاً من المعدن العادي، في القرن التاسع عشر تم تزويد مقراب كروسلي بهذه الخاصية.
تغير ذلك وتم تزويد المقاريب بالألمنيوم المودع فراغيًا على الزجاج واستخدم في مقراب هالي ذو الـ200 إنش.
المرآة المصمتة يجب عليها تحمل وزنها بنفسها وألا تتعرض للتشوه بفعل الجاذبية، هذا يقلص من حجم المرآة المكونة من قطعة واحدة.
المرآة المجزأة تستخدم للوصول للحدود القصوى الممكنة للمرآة ذات القطعة الواحدة وذلك بسبب توزيع الوزن، مثاله مقراب ماجلان العملاق سيزود بسبع مرايا رئيسة قطرها 8.4 متر، مع قدرات تصحيحية تساوي بؤرة 24.5 متر.

## أكبر المرايا الرئيسة
من أكبر المرايا الرئيسة حتى العام 2009 هي المرآة ذات القطر 8.2 متر في مرصد سوبارو التابع لمرصد الفضاء الوطني لليابان ويقع في مرصد مونا كيا في هاواي منذ 1997.
على الرغم من ذلك فمرآته لا تعد المرآة الأكبر حيث أن مقراب المجهر الكبير التابع للولايات المتحدة وألمانيا وإيطاليا مزود بمرآتين قطر الواحدة منها هو 8.4 متر (ويمكن استخدام هاتين المرآتين بنظام التداخل)، بكل الأحوال كلا المرآتان أصغر من مرآتي مرصد كيك حيث أن الواحدة منها مزودة بمرآة مصمتة قطرها عشرة أمتار، مقراب هابل مزود بمرآة رئيسة قطرها 2.4 متر
المقاريب الإشعاعية أو التحت مليمترية تستخدم صحون أو هوائيات أكبر بكثير، ولا يجب أن تكون مرآتها الرئيسة مصممة تماماً كما هو الحال المرآة الرئيسة للمقاريب الضوئية، مقراب أرسيبو الكاشوفي على سبيل المثال مزود بصحن قطره 305 متر ويعد أكبر مرصد في العالم يستخدم قطعة واحدة للرصد الإشعاعي مثبت على الأرض، مقراب جرين بانك يعد أكبر مرصد قابل للتوجيه يستخدم صحن واحد للرصد الإشعاعي بقطر 100 متر.
توجد شبكات إشعاعية أخرى أكبر لكنها موزعة على صحون متفرقة خاصيتها أنها توفر دقة أكبر لكن حساسية أقل.